# 阿部律子
阿部律子（あべ りつこ、1967年10月19日 - ）は、秋田県秋田市出身のローカルタレント。主に秋田県内でイベントや披露宴の司会、TVリポーター、CMコメント、各種ナレーションなどで活躍。ショッピング専門チャンネルQVCなどにも出演している。

## 経歴
イベント会社などを経て1995年よりフリーに。1998年には着物コンテストで東北代表、着付け教室や着物イベントの講師も務める。趣味の釣りでは渓流釣り大会で優勝経験あり。

## 出演履歴
- テレビ：ABSワイドゆう　秋田県広報かだろAkita
- コマーシャル：秋田県発酵　新日本製薬　AABゴルフスクール
- ラジオ：サニーサイドフライデー（秋田コミュニティ放送）　秋田県広報かだろAkita